# Parque Para La Paz
El Parque Para La Paz es un área verde de la ciudad de Temuco, Chile, ubicada en el separador central de la avenida Balmaceda, entre Prieto Norte y Ramón Freire, frente al Cementerio general de Temuco. Fue diseñado por el arquitecto Claudio di Girolamo. En él se encuentra un homenaje y Monumento público a 177 personas, de los cuales 71 corresponde a ejecutados políticos y 106 a detenidos desaparecidos de la Región de La Araucanía durante la dictadura militar chilena encabezada por Augusto Pinochet.
Posee, además, una zona de juegos infantiles.

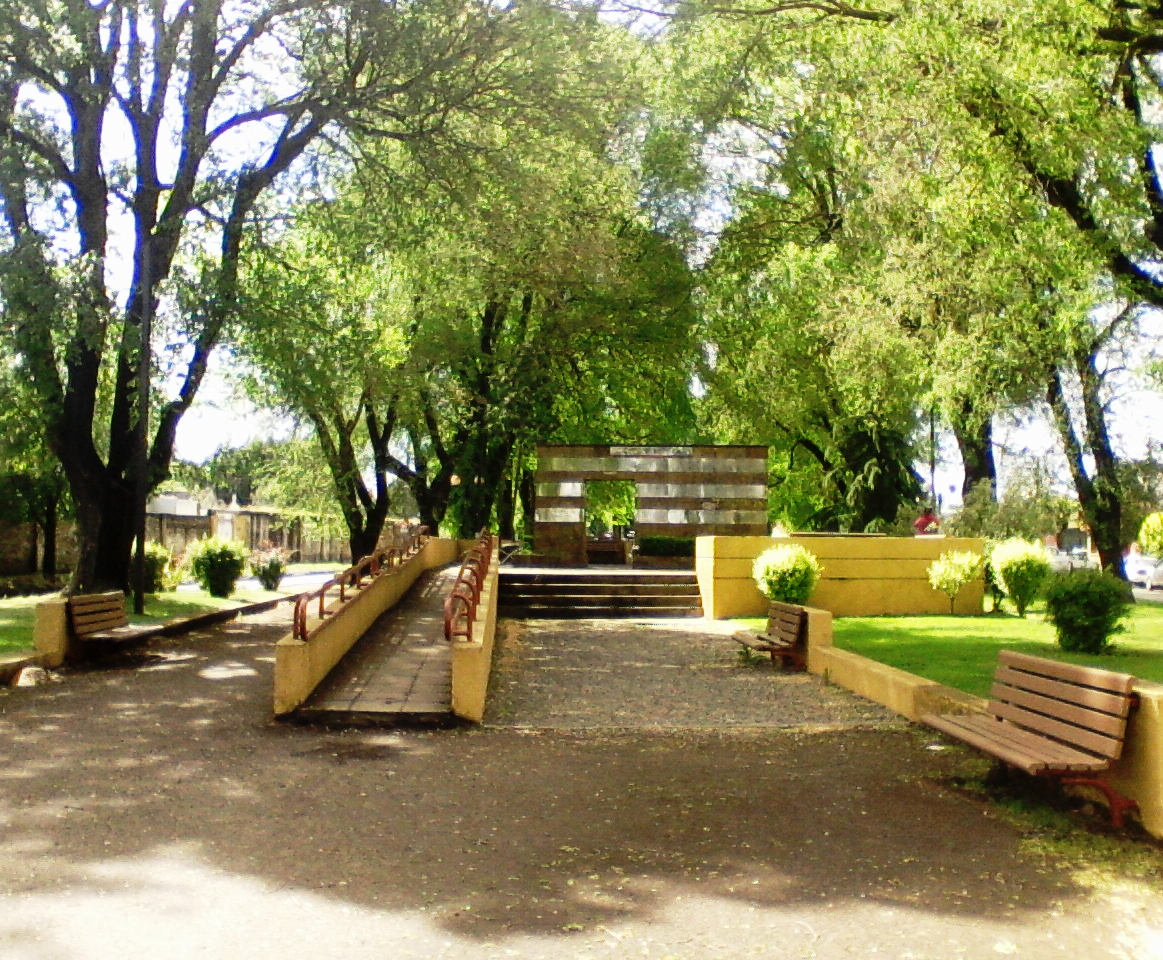
Parque Para La Paz. En el centro, el memorial a los detenidos desaparecidos y ejecutados políticos.

## Hitos
- Inauguración del monumento público Memorial de Temuco el 16 de junio del 2001.[1]
- El miércoles 11 de septiembre de 2013, se recordó en él a las víctimas de la dictadura, a cuarenta años del golpe de Estado. El acto fue organizado por la Agrupación de Familiares de Detenidos Desaparecidos y Ejecutados Políticos de Temuco.[5]
- 19 de febrero del 2020, el Memorial de Temuco sufrió daños de carácter estructural por desconocidos.[6]
- En marzo del 2021 autoridades Municipales se reunieron para dialogar sobre la reparación al memorial.[7]